# مي الكيلة
مي سالم حنا الكيلة (وُلدت في 8 أبريل 1955 في مدينة القدس) هي طبيبة، ودبلوماسية وسياسية فلسطينية، وأول امرأة تشغل منصب وزير الصحة حيث عملت ضمن حكومة محمد اشتية منذ 2019 وحتى 2024. تحمل درجة الدكتوراه في الصحة العامة والإدارة الصحية. وترأست المجلس الطبي الفلسطيني بصفتها وزيرةً للصحة بين عامي 2019 و2024. تُعد عضوة عن دولة فلسطين في البرلمان العربي منذ 2024.

## النشأة والتحصيل العلمي
وُلدت مي سالم حنا الكيلة في مدينة القدس في 8 أبريل 1955. تلقت تعليمها الأساسي والإعدادي في مدارس بلدة بيرزيت، والثانوي في الكلية الأهلية برام الله. درست التمريض في مستشفى المُطلع في القدس. درست الطب في جامعة غرناطة في إسبانيا وحصلت منها على درجة البكالوريوس ثم اختصت في مجال النسائية والتوليد وحصلت من جامعة كاليفورنيا في سان فرانسيسكو في الولايات المتحدة على درجة الماجستير. حصلت على درجة الدكتوراه في الصحة العامة وعلم الوبائيات من جامعة تشيلي.

## الحياة العملية
عملت الكيلة طبيبةً مقيمة في مستشفى الهلال الأحمر الفلسطيني في القدس في برنامج النسائية والتوليد. تدرجت مي الكيلة في الوظائف والمناصب حيث عملت محاضرةً في جامعة القدس في قسم الصحة العامة، وفي وكالة غوث وتشغيل اللاجئين الفلسطينيين رئيسةً لبرنامج الأمومة والطفولة.
في عام 1994، عُينت مي الكيلة في الوفد الفلسطيني للمشاركة في المؤتمر العالمي الرابع للمرأة في بكين بالصين الذي عُقد في 1995.
عُينت الكيلة سفيرةً لدولة فلسطين لدى تشيلي في 31 أكتوبر 2005  واستمرت حتى تعيينها سفيرةً لدولة فلسطين لدى إيطاليا في 1 أكتوبر 2013. في 4 ديسمبر 2016 فازَت بانتخابات المجلس الثوري لحركة فتح والتي عُقدت أثناء المؤتمر السابع للحركة وصارت عضوةً فيه.
في 13 أبريل 2019، أدت الكيلة اليمين الدستورية أمام الرئيس الفلسطيني محمود عباس وزيرةً للصحة ضمن حكومة محمد اشتية واستمرت حتى 31 مارس 2024.
في أبريل 2024، عُينت عضوةً في البرلمان العربي عن دولة فلسطين.

## أوسمة
- في عام 2017، مُنحت مي الكيلة وسامًا ذهبيًا من أكاديمية نورمان بالتعاون مع القوات الجوية الإيطالية؛ وذلك لنشاطها ودفاعها عن حقوق الإنسان الفلسطيني.[12]
- في 7 يونيو 2022، منحها الرئيس الإيطالي سيرجيو ماتاريلا وسام نجمة إيطاليا الكبرى تقديرًا لجهودها الكبيرة في تعزيز العلاقات الإيطالية الفلسطينية، وذلك خلال احتفال اليوم الوطني الإيطالي في مدينة رام الله والذي نظمته القنصلية الإيطالية العامة.[13]